# Петрово (Калининградская область)
Петрово — посёлок в Гурьевском городском округе Калининградской области. Входит в состав Кутузовского сельского поселения.

## История
Первое упоминание о населенном пункте Зилликайм относится к 1347 году. С 1540 года упоминался как Зилькайм, после 1542 года — Зилликкайм, в 1785 году — Клайн Цилькайм. До 1946 года населенный пункт назывался Цилькайм.
Поселок Цилькайм был взят 29 января 1945 года подразделениями 5-го гвардейского стрелкового корпуса (командир корпуса генерал-лейтенант И. С. Безуглый) 39-й армии (командующий армией генерал-лейтенант И. И. Людников).
В 1946 году Цилькайм был переименован в поселок Петрово.

## Население
| 2002 | 2010  |
| ---- | ----- |
| 1110 | ↗1162 |

## Инфраструктура
В посёлке находится школа.

## Достопримечательности
- Мемориальный комплекс на братской могиле советских воинов, погибших в январе 1945 года (в ней захоронены 1003 воина). Открыт в 1972 году.